# 朱文德
朱文德（1911年5月25日—1965年5月29日），字黼庵。江蘇省川沙縣浦東高橋青楊樹村人。民國37年（1948年）在上海市選區當選第一屆立法委員

## 生平[1][2][3][4][5][6]
- 上海法政學院法學士
- 正始小學校長
- 中國通商銀行稽核及副理
- 上海律師公會常務理事
- 上海市各界抗敵後授會執行委員
- 浦東同鄉會總務理事
- 上海市嵩山區區長
- 上海市參議員
- 上海市地方協會總幹事
- 浦東銀行董事
- 上海市輪渡公司董事
- 中華民國律師公會全國聯合會常務理事
- 民國54年5月29日病故[7]